# Helicodiceros
Helicodiceros, monotipski rod kozlačevki smješten u tribus Areae, dio potporodice Aroideae. Jedina je vrsta H. muscivorus, geofit sa Sredozemnih otoka Sardinija, Korzika i Baleara.. 

## Opis
Ime roda, Helicodiceros, potječe od grčke riječi za uvijeni rog, što opisuje oblik cvijeta neposredno prije nego što se otvori. Porijeklom je s obala sredozemnih otoka Korzike, Sardinije i Baleara u Španjolskoj. Cvijet je istih mirisnih kvaliteta kao i njegovi rođaci, slavni i golemi titanski kozlac (Amorphophallus titanum) i voodoo ljiljan (Sauromatum venosum), koje neki vrtlari na sjeveroistoku SAD-a uzgajaju kao zanimljivost i neobičnost.
Rastući iz gomoljastog korijena, Helicodiceros muscivorus otvara svoje listove u rano proljeće i proizvodi jedan veliki cvat nedugo nakon toga. Cvijet je tipa lopatice-i-spadiksa, tipičan za porodicu kozlčevki. Braktejska lopatica je velika struktura u obliku lopatice, a spadiks je šiljak u središtu.
Dlakavost na cvijetu ove vrste nije tipična za ovu porodicu, ali iznenađujuće (za ljude) neprivlačna aroma - s razlogom se zove “arum mrtvog konja” - nije tako neobična. Mnoge kozlačevke oprašuju vrste muha koje privlače strvine. Ako cvijet miriše na trulo meso (ili nešto gore), privući će te potencijalne oprašivače. Još jedna iznenađujuća sposobnost ove biljke je da stvara toplinu dok cvjetovi sazrijevaju i emitiraju svoj miris. Čini se da ih to čini još neodoljivijima za muhe koje ništa ne sumnjaju, koje vjerojatno smatraju da su pronašle toplu, tek raspadnutu lešinu sisavca na koju polažu svoja jaja.
Ime vrste, muscivorus, sugerira da ova biljka jede muhe, ali to nije tako. Pravi cvjetovi (ili cvjetići), i muški i ženski, sićušni su i raspoređeni oko središnjeg bodljika. Prvo se otvore ženski cvjetići i privuku pozornost svojih kukaca, a zatim ih zarobe unutar sitnih dlačica tek toliko da muški cvjetići sazriju i ispuste pelud, obično dan kasnije. Dok se mušice puste, obložene su peludom i spremne otići ravno u cvat sljedećeg smrdljivog mrtvog konja kojeg otkriju. Naizgled, aroma je toliko privlačna da se iskustvo zatočeništva trenutno zaboravlja.

## Sinonimi
- Megotigea Raf.
- Helicodiceros crinitus (Raf.) K.Koch
- Arum crinitum Aiton
- Arum muscivorum L. f.
- Arum spirale Salisb.
- Dracunculus crinitus Schott
- Dracunculus muscivorus (L.f.) Parl.
- Dracunculus muscivorus var. caprariensis Romo
- Helicodiceros crinitus (Raf.) Schott
- Megotigea crinita Raf.

## Galerija
- H. muscivorus